# Pegesimallus volcatus
Pegesimallus volcatus là một loài ruồi trong họ Asilidae. Pegesimallus volcatus được Walker miêu tả năm 1849.